# Coelioxys octodentata
Coelioxys octodentata là một loài Hymenoptera trong họ Megachilidae. Loài này được Say mô tả khoa học năm 1824.